# Ігініо Уріарте
Ігініо Уріарте (ісп. José Higinio Uriarte del Barrio; 11 січня 1843, Асунсьйон, Парагвай — 21 квітня 1909, Асунсьйон, Парагвай) — парагвайський державний діяч, президент Парагваю.

## Життєпис
Народився у 1843 в Асунсьйоні; був двоюрідним братом Хуана Баутісти Хіля. Коли 25 листопада 1874 року Хіль був обраний президентом країни, Уріарте став при ньому віцепрезидентом, і після того, як 12 квітня 1877 Хіль був серед білого дня застрелений на вулиці у центрі столиці — зайняв пост президента.
Ставши президентом, Уріарте розгорнув політичні репресії, у результаті чого, зокрема, в тюремній камері був убитий колишній президент країни Факундо Мачаїн. Під час короткого президентства Уріарте була поставлена крапка і підведені підсумки Парагвайської війни: 12 листопада 1878 обраний у якості міжнародного арбітра президент США Ратерфорд Хейс вирішив питання про приналежність регіону Чако на користь Парагваю. Також за правління Уріарте був заснований Банк Парагваю. З 1887 до 1889 обіймав пост Міністра фінансів Парагваю.